# Johann Wilhelm Stucki
Johann Wilhelm Stuck (Zürich, 21 de Maio de 1542 — Zürich, 3 de Setembro de 1607) foi teólogo suíço e professor de teologia em Zurique. 

## Publicações
- Sacrorum, sacrificiorumq[ue gentilium breuis et accurata descriptio, universae superstitionis ethnicae ritus cerimoniasq[ue] complectens]
- Joannis Guilielmi Stuckii opera... continentia antiquitates convivialies ... 1695
- Antiquitatum convivialium libri III... Auctore Guilielmo Stuckio, 1613
- Tigurini Operum tomus primus (-secundus) 1695